# Cuyamaca Village
Cuyamaca Village  es un sitio histórico ubicado en San Diego, California. El Cuyamaca Village se encuentra inscrito  en el Registro Nacional de Lugares Históricos desde el 2 de abril de 2008. 

## Ubicación
El Cuyamaca Village se encuentra dentro del condado de San Diego en las coordenadas 32°56′26″N 116°34′01″O / 32.940421, -116.566874.